# Докшици
Докшици (блр. Докшыцы; рус. Докшицы; пољ. Dokszyce) град је у северном делу Републике Белорусије. Административно припада Докшичком рејону у Витепској области, чији је уједно и административни центар.
Према процени из 2014. у граду је живело 6.800 становника.

## Географија
Град се налази на око 1 километар источно од реке Березине, односно на око 160 км западно од административног центра области града Витепска и 150 км северно од главног града Минска. Важна је саобраћајна тачка на друмском правцу који повезује Маладзечну и Полацк.

## Историја
У повељи књаза Витаутаса из 1407. помињу се кнежеви поданици „doxyczahe“ који су предани на службу вилњуском војводи Војтеху Манивиду. Наредни помен насеља односи се на 1608. годину када је ту основана прва католичка црква.
После друге поделе Пољске из 1793. подручје долази под управу Руске Империје и административно припада Минској губернији. Исте године основан је и Докшички управни округ. Докшици су 1795. добили административни статус града, а веч наредне године и властити грб. Међутим свега 4 године касније округ је распуштен, а насеље поново деградирано на статус насељеног места.
Током Наполеонове инвазије на Русију 1812. године Докшици су били окупирани од стране француских трупа и више пута паљени.
У периоду 1918—1939. Докшици су били у саставу Пољске, а у границе Совјетског Савеза враћају се након присаједињења Западне Белорусије Белоруској ССР. Докшички рејон успостављен је већ 1940. године.

## Становништво
Према процени, у граду је 2014. живело 6.800 становника.
| 1959. | 1970. | 1979. | 1989. | 2009. | 2014.  |
| ----- | ----- | ----- | ----- | ----- | ------ |
| 2.245 | 3.816 | 4.719 | 6.876 | 6.628 | 6.800* |

Напомена: према проценама националне службе за статистику.

## Саобраћај
Кроз град пролазе друмски правци од републичког значаја Р3 (Лагојск—Глибокаје—граница са Летонијом), Р29 (Ушачи—Вилејка) и Р86 (Багушевск—Лепељ—Мјадзел).

## Међународна сарадња
Град Докшици има поптисане уговоре о међународној сарадњи са следећим градовима:
- Балви, Летонија[2]